# Mittelalterliche Synagoge (Wien)

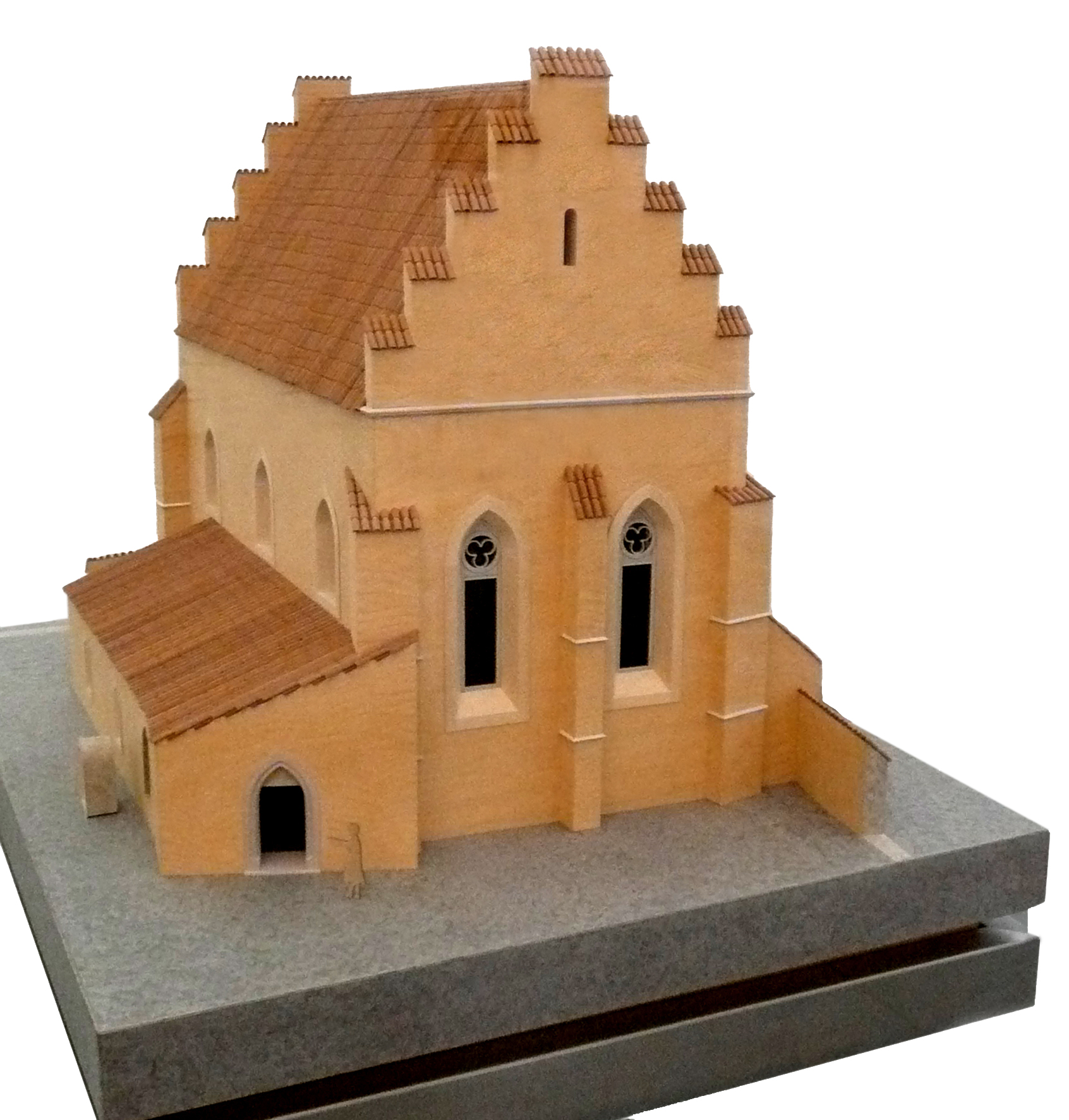
Rekonstruktionsmodell der Synagoge am heutigen Judenplatz. Zustand nach 1406. Maßstab 1:25

Die mittelalterliche  Synagoge Wiens wurde erstmals um 1200 errichtet und später weiter ausgebaut. Sie bildete das Zentrum der jüdischen Gemeinde der ersten jüdischen Ansiedlung in Wien.
Vom 13. bis zum 15. Jahrhundert war sie eine der größten Synagogen Europas.

## Die Synagoge – Zentrum der Gemeinde

Plan des Ghettos in der Inneren Stadt zur Zeit der Aufhebung im Jahre 1421. Auf dem Judenplatz (vormals Schulhof) befand sich freistehend die Synagoge

Die Synagoge befand sich im Zentrum des Judenviertels am heutigen Judenplatz, damals der Schulhof (1294 erwähnt), im Ersten Bezirk. Der Schulhof wurde nach dem dort stehenden Gotteshaus benannt. Im Mittelalter wurden Synagogen als schola, auf Deutsch Schule (Judenschule), bezeichnet, und das jiddische Wort für Synagoge ist noch immer Schil oder Schul. Geographisches und auch symbolisches Zentrum einer Gemeinde war oft die Synagoge, deren Schutz im Rahmen des allgemeinen Judenschutzes dem Landesherren oblag. Die Synagoge war neben ihren religiösen Funktionen der Ort der innerjüdischen Gerichtsbarkeit, Ort der Ankündigungen, aber auch der Schlichtung christlich-jüdischer Streitigkeiten, sie war auch Ort der Ablegung des Judeneides, der Ort der öffentlichen Buße und Strafe.
Ein talmudisches Prinzip machte es zur Pflicht, die Synagoge (auch Beth HaKnesset genannt) zum höchsten Gebäude der Stadt zu machen. Die Synagogen von Toledo zeugen noch heute von diesem Eifer. Jedoch verschlechterte sich die Lage der Synagogen in den Ländern Europas, die Klagen und Verbote der königlichen und kirchlichen Obrigkeiten waren sehr häufig. So bestimmten auch kirchliche Erlasse die Höhe und Größe der Wiener Synagoge : vom 10. bis zum 12. Mai 1267 tagte im Stephansdom in Wien das 22. Provinzialkonzil, es wurde unter anderem bestimmt, dass die Juden keine neuen Synagogen errichten durften und alte nicht erneuern oder erhöhen und erweitern durften. Auch die Konfiszierungen oder Zerstörungen der Synagogen wurden immer häufiger. So mussten sich die Juden meist mit bescheidenen Gebäuden zufriedenstellen. Außerdem belasteten die Verfolgungen, Konfiszierungen und die schweren Steuern die Gemeinde. So glichen Synagogen, neben den christlichen Sakralbauten, von außen eher profanen Gebäuden.

## Baubeschreibung und Einzelheiten
Das Gebäude in Wien wurde erstmals 1204 erwähnt und hatte einen anfänglichen Bauumfang von nur 75 m² und bestand wohl weitgehend aus Holz. Das Gebäude hatte damals drei Räume, die Eingangshalle im Norden, die Frauenschul im Süden und die Männerschul in der Raummitte, nach orthodoxer jüdischer Tradition werden Männer und Frauen getrennt.

1406 brannte jedoch die Synagoge ab und es wurde eine neue aus Steinen bestehende Schul gebaut. Sie war zweischiffig und wurde von führenden Fachleuten der Wiener Dombauhütte erbaut, was den gotischen Stil des Gotteshauses erklärt. Die mittelalterliche Synagoge war dem Baustil der Wormser Synagoge nachempfunden, denn ein übernommenes Stilelement aus Worms war der schon erwähnte durch zwei Säulenpfeiler geteilter, zweischiffige Innenraum (den gleichen Grundriss zeigen die Prager Altneu-Schul und die nicht mehr bestehende Regensburger Synagoge, beide aus dem 13. Jahrhundert). Heute kann man noch die Überreste der Pfeiler erkennen. Der Bau bestand aus Männer- und Frauenschul und weiteren Nebenräumen. Nach zwei Ausbauphasen wurde sie auf insgesamt 465 m² erweitert und war eine der größten Synagogen des europäischen Mittelalters. Der Frauenabschnitt, der an der Südseite lag, hatte einen separaten Eingang und wurde während den neueren Bauphasen weiter ausgebaut. Er war mit Schlitzfenstern mit dem Hauptraum verbunden. Zudem gab es eine Winterstube, die beheizbar war. Des Weiteren führte die Eingangshalle links zur Talmudschule weiter, die an der Nordseite lag. Die Mauern der Synagoge wurden durch Fenster beschmückt. Dieses Prinzip hatte seine Wurzeln im Vorgang Daniels. Nach den Überlieferungen hat er „in seinem Oberzimmer offene Fenster gegen Jerusalem, und dreimal am Tag fiel er auf die Knie und betete zu Gott und lobte ihn (Kap.6,2.)“.

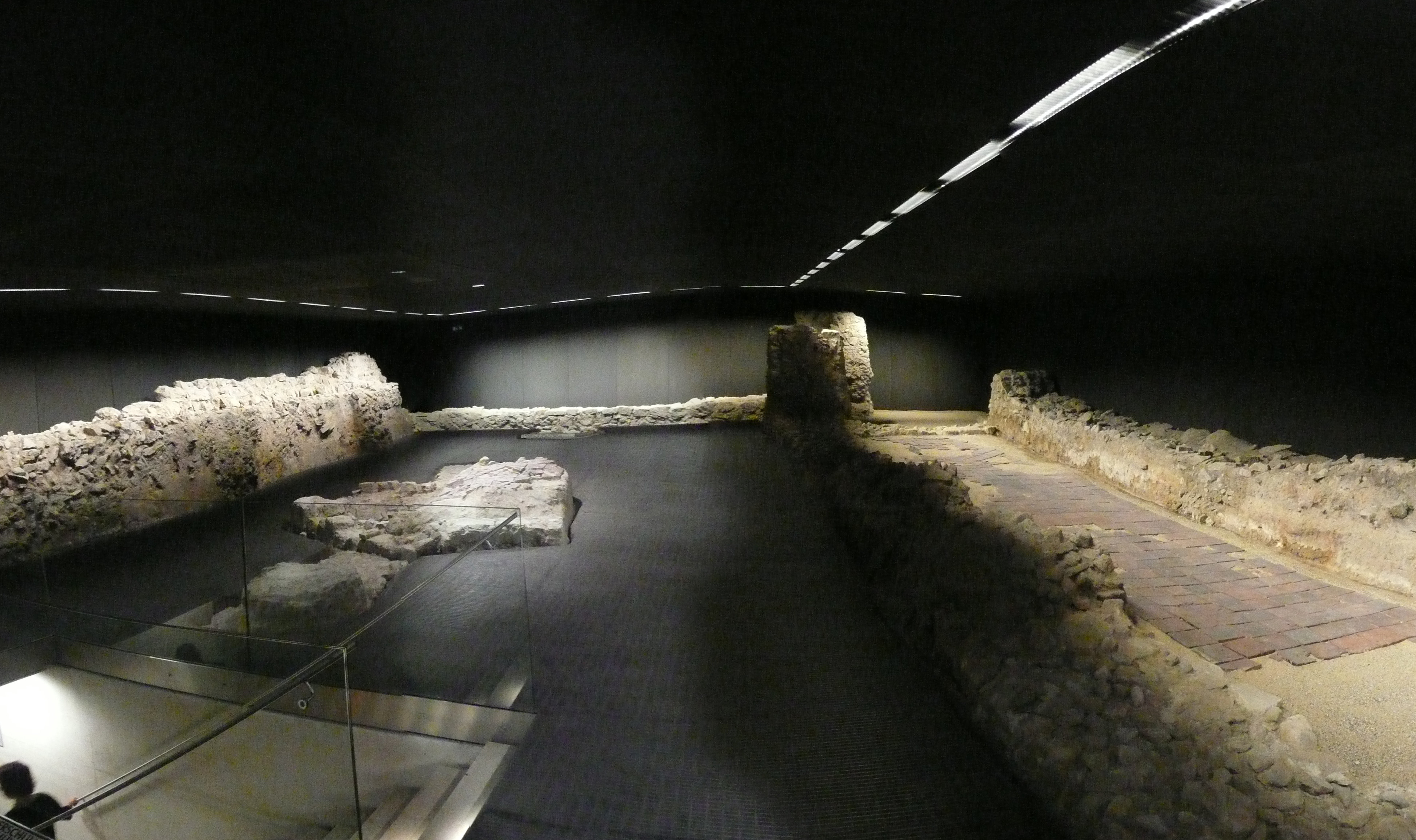
Die Überreste der Synagoge, links die Frauenschul (Südseite), in der Raummitte die hexagonale Bima und weiter hinten der Toraschrein.

Der wesentliche Pol einer Synagoge ist der Toraschrein (hier wurden die Thora-Rollen aufbewahrt). Sie befand sich in einer Nische an der östlichen Wand. Die Gesetzesrollen wurden von einem verzierten Überzug aus Stoff bedeckt, den Me´il, also Mantel der Thora. Unter dem Überzug wurden die Rollen durch eine Mapa, einen Wimpel, geschlossen gehalten. Die Thora, das kostbarste Stück einer jüdischen Gemeinde, wurde so prächtig geschmückt wie es die Mittel erlaubten. Vor dem Schrein brannte ein ewiges Licht, auch ner tamid genannt, ein Symbol göttlichen Lichtes. Solche Lampen waren meist sternförmige Metalllampen. Die restliche Beleuchtung der Synagoge wurde durch zahlreiche Öllampen gewährleistet. Diese hingen meist vom Gewölbe oder den Querbalken herunter. Man konnte sie zweifellos herunterlassen, um Öl nachzufüllen oder die Höhe zu regulieren. Der Innenraum der mittelalterlichen Synagoge war mit einem weiteren Pol angeordnet. Dem Toraschrein gegenüber lag die sechseckige Bima in der Raummitte. Von der Tribüne aus nahm der Vorbeter der Gemeinde die Lesungen der heiligen Texte vor. Die Bima war mit bunten Bodenfliesen und bemalten Wänden aus roten Ziegeln verziert und hatte wohl auch farbige Glasscheiben zwischen den kleinen Rundbögen. Der Boden bestand aus Kacheln, die grün und braun gefärbt waren, das Gewölbe war in roter Farbe gehalten. In der Synagoge besaßen alle ihren festen Platz zum Beten, besonders respektierte und wichtige Mitglieder der Gemeinde befanden sich rechts und links vom Toraschrein. Die übrigen fanden sich im Gegenüber des Schreines wieder. 
Besonders aufschlussreich über das Innere einer Synagoge sind vor allem Responsen und Bemerkungen der berühmten Rabbiner aus dem österreichischen Raum. Die reichhaltige Literatur der rabbinischen Responsentexte ist eine besondere Erscheinung im Fundus schriftlicher Zeugnisse aus dem Mittelalter. Die zumeist schriftlich erteilten Gutachten und Kommentare auf Anfragen zur Halacha wurden im Umkreis der mittelalterlichen Gelehrtenschulen in Sammlungen zusammengefasst und weitergegeben. So wird auch zur aufwendigen Beleuchtung der Synagoge mit Kerzen oder Öllampen geschrieben. Hierzu heißt es bei Meir ben Baruch von Rothenburg: „Das Licht vieler Kerzen in der Synagoge – am Tage oder in der Nacht – vermehrt den Festgeist und die Freude.“ Auch geht aus den Texten hervor, dass Lampen auf oder vor dem Toraschrein üblich waren. So bemerkt Isserlein: „(...) auf dem Aron ha-qodesh sind brennende Lampen“. Zur Breite des Toraschreins, oder der Nische, heißt es bei Meir ben Baruch von Rothenburg: „Es ist vorzuziehen, den Aron breit anzufertigen und die Rollen flach hinzulegen.“ Der Schrein selbst wurde bereits im Mittelalter mit einer Tür und einem Vorhang (Parochet) verschlossen. Maßangaben zur Dimensionen der Bima finden sich in der Responsenliteratur ebenso wie Hinweise auf Material oder Brüstungshöhe. In Bezug auf den Zugang zur Bima ist eine Response Isserleins auffallend. Auf die Frage, ob man beim Toraaufruf auf den „Turm“ (Bima) durch die östliche oder die westliche Öffnung hinaufsteigen und hinabgehen soll, lautet seine Antwort: „Ich pflege, von der meinem Platz am nächsten liegenden Seite hinaufzusteigen, und ich steige an der meinem Platz entfernten Seite hinab; wie wir sagen, dass derjenige, der das Vestibül betritt, von der kürzesten eintritt und von der am weitesten entfernten hinausgeht.“ Dank dieser Aussage werden zwei gegenüberliegende Aufgänge zur Bima genannt und diese auf der Ost-  bzw. Westseite und damit auch einer auf der Seite des Lesepultes lokalisiert, wie es auch bei der Synagoge in Wien war.
Archäologische Ausgrabungen brachten Funde ans Tageslicht, die über das tägliche Leben in der Synagoge erzählen. Holzkamm, Spielzeuge, Schlüssel, Schreibgriffel und Münzen waren unter den Funden. Neben der Synagoge gab es auch ein Spital, ein Schlachthaus und eine Mikwe.
Als in der Wiener Gesera um 1421 die Gemeinde vertrieben oder ermordet wurde, fanden manche Zuflucht in der Synagoge und begingen Kiddusch HaSchem, um der Zwangstaufe zu entgehen, der Rabbi Jonah steckte die Synagoge in Brand, bevor er diesen Weg wählte. Das Gebäude wurde darauf abgerissen und seine Steine fanden beim Bau von Gebäuden der theologischen Fakultät der Universität Wien Verwendung. In Akten der Universität wurde folgendes eingetragen:
„Et, ecce mirum, Synagoga veteris legis in scholam virtutum novae legis mirabiliter transmutatur.“
Auf Deutsch: „Welch ein Wunder! Das Haus des alten Bundes verwandelt sich wunderbarerweise in die hohe Schule des neuen Bundes!“

## Heute

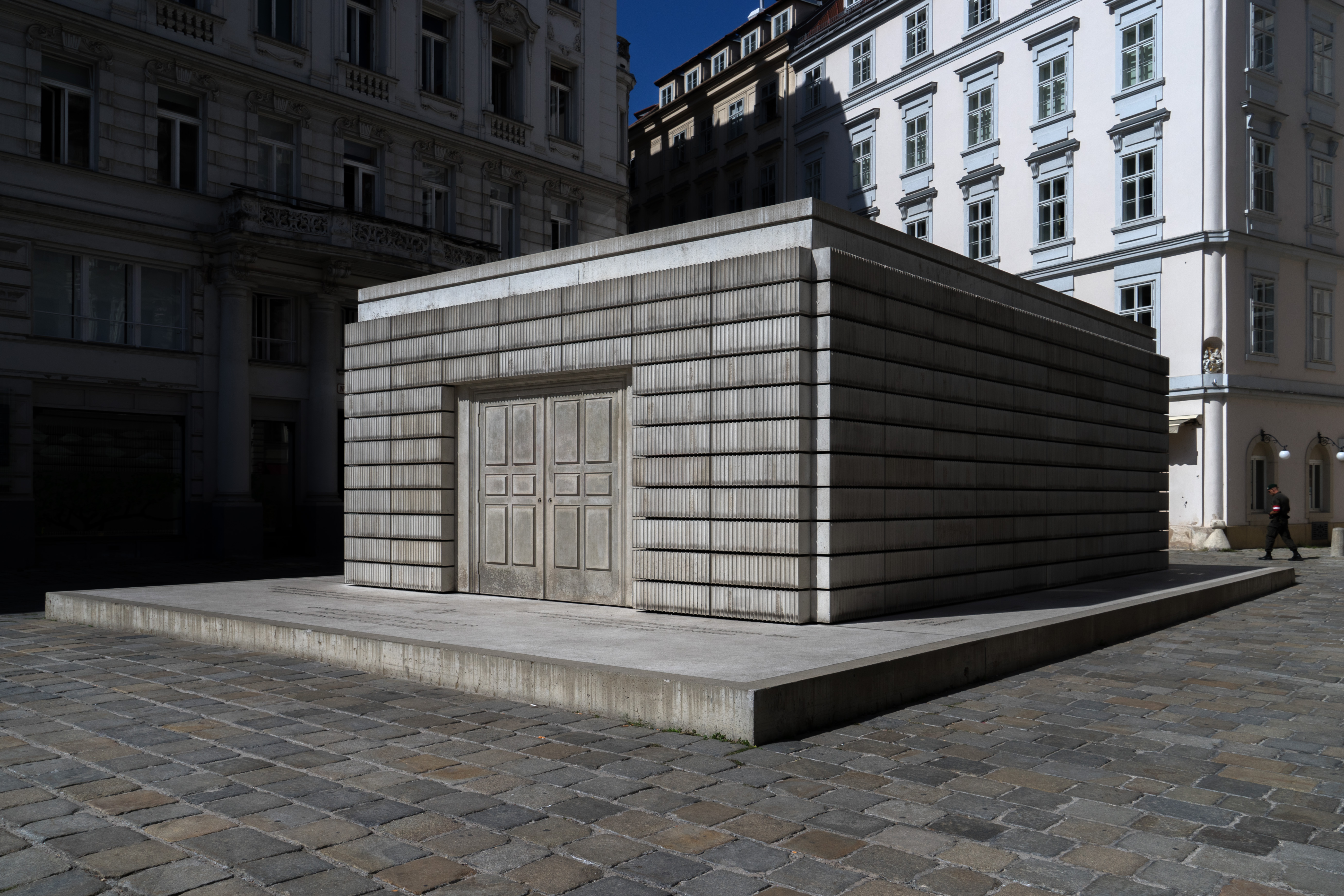
Das Mahnmal am Judenplatz, im Jahre 2000 über der ehemaligen Synagoge erbaut.

Von 1995 bis 1998 wurden umfassende Ausgrabungen geführt, da man an der Stelle das Mahnmal für die österreichischen jüdischen Opfer der Shoa errichten wollte. Daraufhin wurden die Fundamente der Synagoge freigelegt und andere Fundstücke in das nebenan liegende Misrachi-Haus gebracht, wo eine Dauerausstellung über das jüdische mittelalterliche Leben gezeigt wird und die Überreste der Synagoge zu besichtigen sind, da die Fundamente der Bima und des Aaron HaKodesch (Toraschrein) sowie die Flügel des Gebäudes, also Frauenschul und Winterstube, freigelegt wurden.